# Československá basketbalová liga 1962/1963
1. basketbalová liga 1962/1963 byla v Československu nejvyšší ligovou basketbalovou soutěží mužů, v ročníku 1. ligy hrálo 14 družstev. Spartak ZJŠ Brno získal titul mistra Československa, Slavia VŠ Praha skončila na 2. místě a Iskra Svit na 3. místě. Ze tří nováčků (Spartak 1. Brnenská, RH Pardubice, Slavoj Praha) si žádný nezachoval ligovou účast a sestoupila také Lokomotíva Prievidza
Konečné pořadí:
1. Spartak Brno ZJŠ (mistr Československa 1963) – 2. Slavia VŠ Praha  – 3. Iskra Svit – 4. Spartak Sokolovo Praha – 5. Slovan Orbis Praha  – 6.  NHKG Ostrava – 7. VSS Košice – 8. Dukla Olomouc  – 9.  Spartak Tesla Žižkov – 10. Slavia Bratislava  – další 4 družstva sestup z 1. ligy: 11. Spartak 1. Brněnská – 12. Lokomotíva Prievidza – 13.  RH Pardubice – 14. Slavoj Praha

## Systém soutěže
Všech čtrnáct družstev odehrálo dvoukolově každý s každým (zápasy doma – venku), každé družstvo odehrálo 26 zápasů.

## Konečná tabulka 1962/1963
| Poř. | Tým                        | Z  | V  | P  | Skóre     | Body |
| ---- | -------------------------- | -- | -- | -- | --------- | ---- |
| 1.   | Spartak Brno ZJŠ "A"       | 26 | 24 | 2  | 2118:1607 | 50   |
| 2.   | Slavia VŠ Praha            | 26 | 22 | 4  | 1956:1604 | 48   |
| 3.   | Iskra Svit                 | 26 | 20 | 6  | 1922:1526 | 46   |
| 4.   | Spartak Sokolovo Praha     | 26 | 20 | 6  | 1939:1640 | 46   |
| 5.   | Slovan Orbis Praha         | 26 | 17 | 9  | 2007:1696 | 43   |
| 6.   | NHKG Ostrava               | 26 | 16 | 10 | 1728:1668 | 42   |
| 7.   | VSS Košice                 | 26 | 13 | 13 | 1800:1884 | 39   |
| 8.   | Dukla Olomouc              | 26 | 12 | 14 | 1780:1758 | 38   |
| 9.   | Spartak Tesla Žižkov Praha | 26 | 10 | 16 | 1707:1858 | 36   |
| 10.  | Slávia VŠ Bratislava       | 26 | 8  | 18 | 1676:1830 | 34   |
| 11.  | Spartak 1. brněnská Brno   | 26 | 7  | 19 | 1819:2062 | 33   |
| 12.  | Lokomotíva Prievidza       | 26 | 7  | 19 | 1637:1988 | 33   |
| 13.  | RH Pardubice               | 26 | 6  | 20 | 1672:2019 | 32   |
| 14.  | Slavoj Praha               | 26 | 0  | 26 | 1532:2155 | 26   |

## Sestavy (hráči, trenéři) 1962/1963
- Spartak Brno ZJŠ: František Konvička, Zdeněk Konečný, Zdeněk Bobrovský,  Vladimír Pištělák, František Pokorný, Radoslav Sís, Vlk, Milota, Fila, Vykydal, Hradílek. Trenér Ivo Mrázek
- Slavia VŠ Praha: Jiří Růžička, Karel Baroch, Jiří Šťastný, Jaroslav Křivý, Jiří Ammer, Jiří Zídek, Jiří Zedníček, Jaroslav Kovář, Kraus, Kadeřábek, Janovský, Podlesný, Knop, Gjurič. Trenér I. Petsch
- Iskra Svit: Boris Lukášik, Dušan Lukášik, Rudolf Vraniak, Karol Horniak, Jozef Straka, Lehotzký, Setnička, Brychta, Preisler, Kočík,  Štefan Vass, Bryndák, Zoričák. Trenér Dušan Lukášik
- Spartak Sokolovo Praha: Jiří Baumruk, Bohumil Tomášek, Vladimír Lodr, Miloš Pražák, Jiří Marek, Jaroslav Slanička, Milan Rojko, Dušan Krásný, Jiří Šotola, Celestín Mrázek, Vladimír Mandel, Slavoj Czesaný, Jindřich Hucl, Jiří Janoušek. Trenér Josef Ezr
- Slovan Orbis Praha: Jaroslav Tetiva, Jaroslav Šíp, Bohuslav Rylich, Zdeněk Rylich, Jiří Tetiva, Miroslav Škeřík,  Vladimír Janout,  Ladislav Hronek, Václav Klaus, Jiří Blank, Zdeněk Skřivánek, Noske, Němec. Trenér Václav Krása
- NHKG Ostrava:  Riegel, Wrobel, Vlastimil Hrbáč, Jaroslav Chocholáč, P. Böhm, Sehnal, Unger, Žižka, Krajč, Hrnčiřík, Malota, Khýr. Trenér S. Linke
- VSS Košice:Andrej Kašper, Ivan Rosíval, Šosták, Andreánsky, Dušan Brziak, M.Čomaj, Janda, Malárik, Jozef Pavlík, Bauernébl, Kurian, Dzurilla. Trenér P. Andreánsky
- Dukla Olomouc: Ďuriš, Celestín Mrázek, Silvestr Vilímec, Petr Kapoun, Sahlica, Horňanský, P.Rosival, Tomajko, Koíler, Terč, Vavřík, Bogdan Iljaško, Císař. Trenér Drahomír Válek
- Spartak Tesla Žižkov Praha: Jindřich Kinský, Miloslav Kodl, Milan Voračka, Gjurič, Hrubý, Kraibich, Strakoš, Heger, Vaníček, Zdražil, Hanyš, Suttner, Suk, Kučera, Pokorný, Jůzek. Trenér S. Pražák
- Slávia Bratislava: Kostka, Rehák, Lezo, Klementis, Preisler, Šimek, Lacko, Géze, Lošonský, Matula, Kadlčík, Blaškovič, Srpoň, Bahník. Trenér M. Srnánek
- Spartak 1. brněnská Brno: Předešlý, Páleník, Ivan Bobrovský, Kurz, Mašek, I. Křivý, Jochman, Procházka, Štolfa, Swierk, Urban, Srstka, Vítoslavský, Černý, Strejček. Trenér Kubíček
- Lokomotíva Prievidza: Ňuchalík, Bielický, Ivan Chrenka, Lukáč, Lettrich, Štec, Tänzer, Pasovský, Kmeť, Vlčko, Vykysalý, Luerman, Boroška. Trenér Š. Košík
- RH Pardubice: Dušan Žáček, Kalhous, Skřivánek, Bek, Bílý, Diviš, Pižl, Školka, Kopecký, Brendl, Šlinger, Komers, Prášek, Richter, Husák. Trenér …
- Slavoj Praha: Štybnar, Koželuh, Kolařík, Kebele, Petrášek, Kotál, Rubeš. Trenér Šonský

## Zajímavosti
- Mistrovství světa v basketbalu mužů 1963 (Rio de Janeiro), Brazílie, v květnu 1963. Konečné pořadí: 1. Brazílie, 2. Jugoslávie, 3. Sovětský svaz. Družstvo mužů Československa se nekvalifikovalo.
- Spartak ZJŠ Brno v Poháru evropských mistrů 1962/63 odehrál 8 zápasů (6-2), byl vyřazen v semifinále rozdílem 4 bodů ve skóre od Realu Madrid, Španělsko (79-60, 67-90) a skončil na 3. místě.
- Dukla Mariánské Lázně byla kvůli „kázeňským" problémům přemístěna do Olomouce.